# Johanna van Woude
Johanna van Woude (Tiel, 23 november 1853 - Utrecht, 26 november 1904) is het pseudoniem van Sophie Margaretha Cornelia van Wermeskerken-Junius. Zij was een Nederlands schrijfster. Tevens was zij de moeder van Henri van Wermeskerken, de zus van Annie Foore en de tante van Egberdina Anna "Daisy" Junius.

## Levensloop
Sophia Margaretha Cornelia Junius werd op 23 november 1853 in Tiel geboren, als negende kind van dr. Franciscus Johannes Jacobus Albertus Junius (1809-1879, predikant) en Anna Maria Titia Burhoven Viëtor (1810-1879). Op 9 december 1880 trouwde Junius met Johannes van Wermeskerken. Ze kregen twee zoons, Johan Wilhelm Henri (Henri) en Johan Maurits Burhoven (Maus). Van 1889 tot 1897 was zij hoofdredactrice van De Hollandsche Lelie (tot 1902 gewoon redactrice, net als later haar nicht Daisy), een tijdschrift voor jonge vrouwen (de "lelietjes").
Junius was een van de eerste vrouwen die toetraden tot de Maatschappij der Nederlandse Letterkunde in 1893. Zij verbleef van 1902 tot 1904 in de Willem Arntsz Stichting.
Junius is in 1904 overleden in Utrecht. Zij is in 1915 herbegraven op Kovelswade in Utrecht. Veel later is er een monument op het graf geplaatst (1934-1935). Op dit monument staat haar sterfdatum onjuist vermeld (1905 in plaats van 1904). De vier boeken representeren drie van haar romans en het tijdschrift waarvan zij hoofdredacteur was.

## Thema
Junius schreef over het huwelijk, waar de vrouw thuis was, haar echtgenoot diende, voor de kinderen zorgde en het huishouden organiseerde. Aan het einde van de negentiende eeuw werd haar dit kwalijk genomen, ondanks het feit dat ze succesvol was. Zo wordt bijvoorbeeld in haar succesvolle boek Een Hollandsch Binnenhuisje het idyllische gezinsleven van Hein en Truus Smeder en hun twee kinderen beschreven.

## Schandaal
Het einde van het huwelijk van Junius met Van Wermeskerken heeft destijds de pers gehaald. Vanaf eind 1893 voerden zij verschillende scheidingsprocedures tegen elkaar. In 1895 beschuldigde Van Wermeskerken Junius van een poging tot vergiftiging. Junius werd gevangengenomen en verbleef een paar weken in het toenmalige Huis van Arrest in Haarlem. Zij hield in die periode een dagboek bij, dat zij later publiceerde. De scheiding van tafel en bed tussen Junius en Van Wermeskerken vond plaats op 11 januari 1898, gevolgd door een echtscheiding op 7 mei 1901. Johannes van Wermeskerken trouwde op 22 augustus 1901 in Zutphen met Agneta Lucretia de Man. Anders dan wel is gesuggereerd was zij niet zijn voormalige huishoudster.

## Boekomslagen

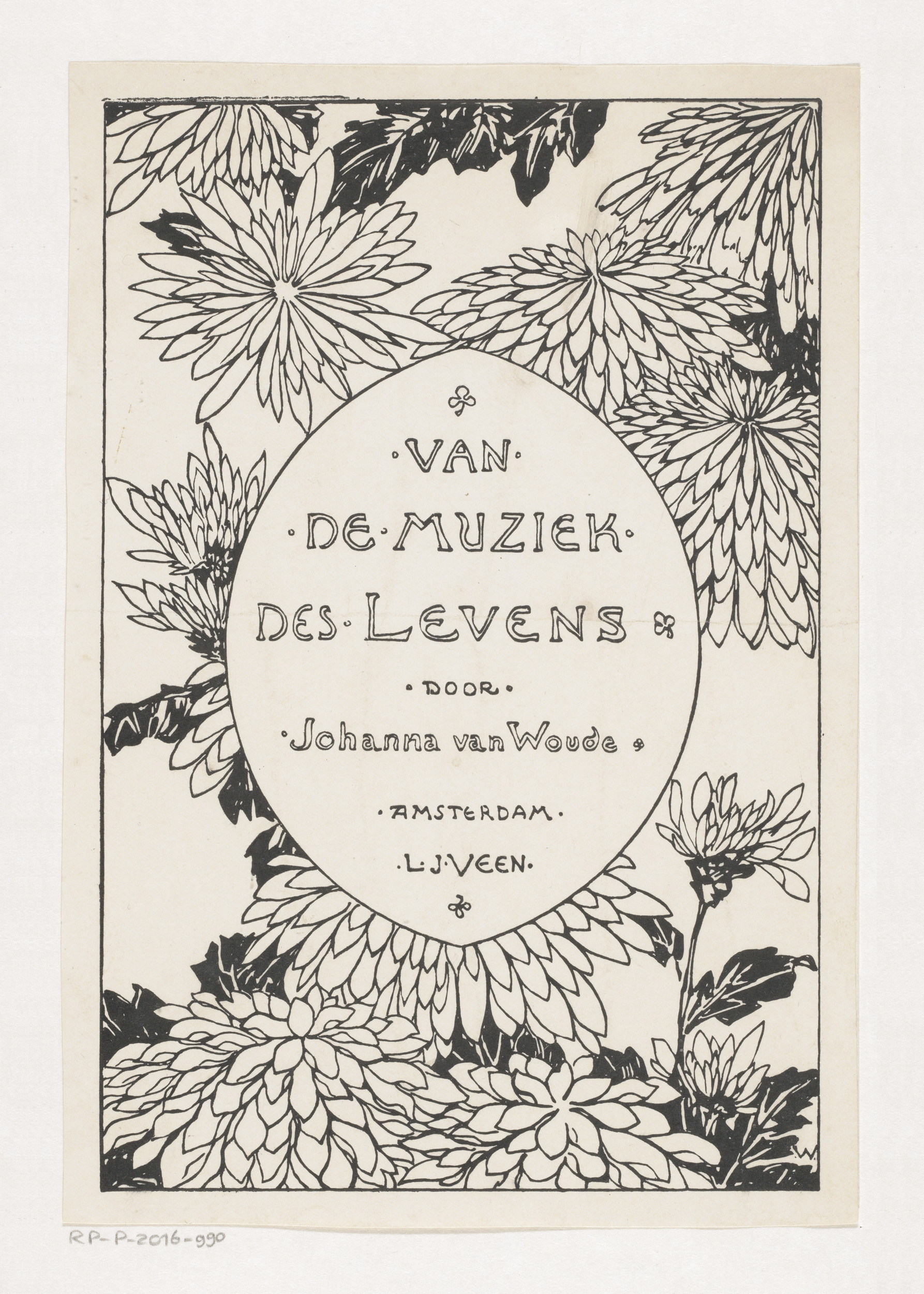
Van de muziek des levens (1896)
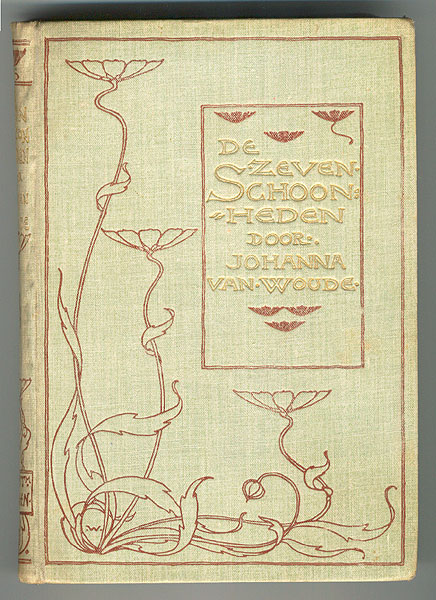
De zeven schoonheden (1897)
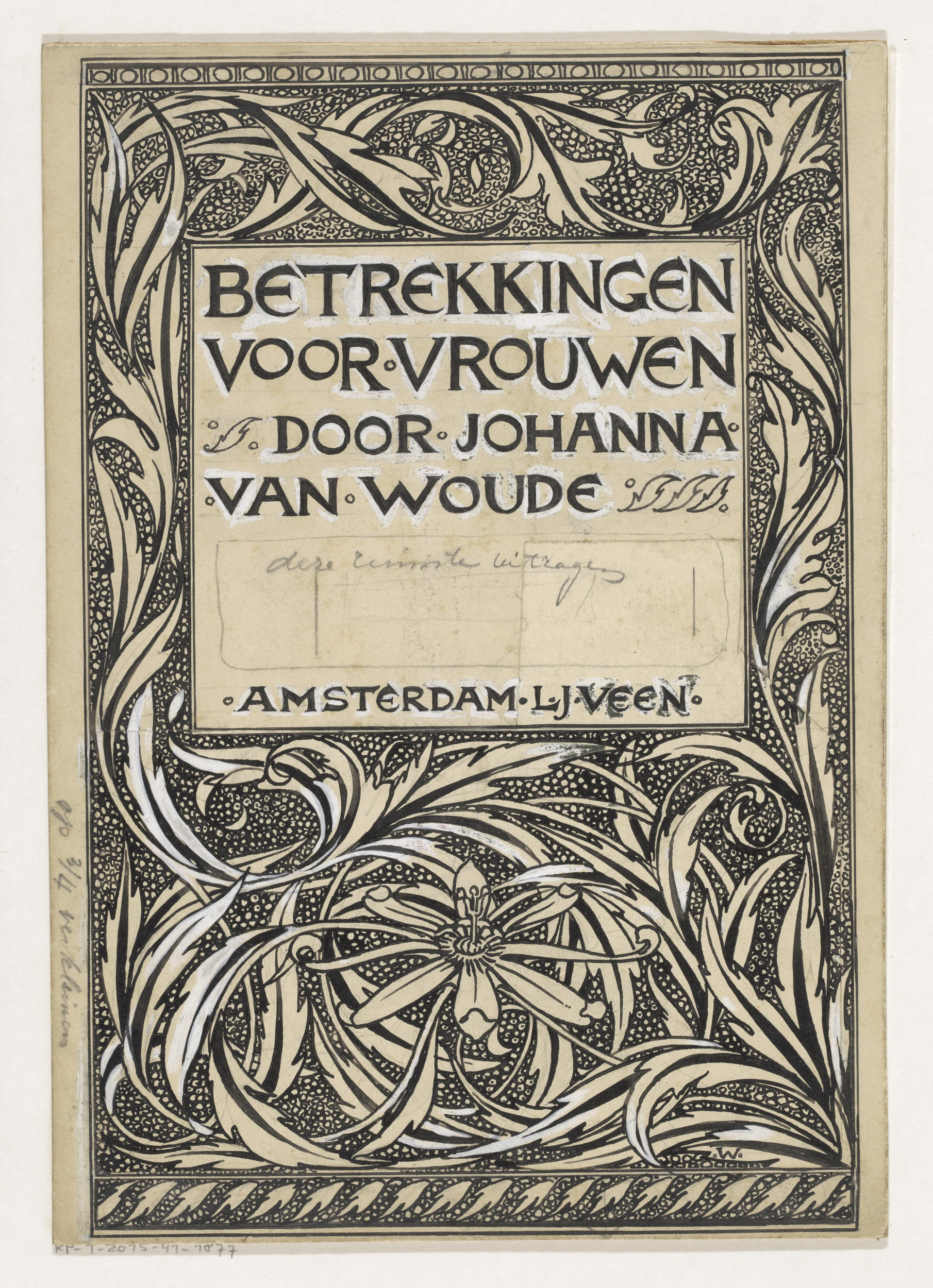
Betrekkingen voor vrouwen (1899)

Deze boekbanden werden voor Johanna van Woude ontworpen, in de stijl van de Nieuwe Kunst, door Willem Wenckebach.

## Vernoeming
De Johanna van Woudelaan te Beverwijk is naar haar vernoemd.

## Externe bronnen
- Henriette van Wermeskerken, 'Een schrijfster in het Huis van Arrest in de Haarlemse Tuchthuisstraat', Spaarenhout, Haarlem, 2011 (zie https://www.hvws.nl/)
- Dianne Hamer, Een leven met de pen in de ééne, den stofdoek in de andere hand...’, Sophie van Wermeskerken-Junius, Literatuur Jaargang 9, Amsterdam University Press, Amsterdam, 1992
- Junius, Sophia Margaretha Cornelia op het Digitaal Vrouwenlexicon van Nederland door Rose Spijkerman.
- Biografieën, werken en teksten bij de Digitale Bibliotheek voor de Nederlandse Letteren (dbnl)

- Biografisch Portaal: 89074978
- Digitale Bibliotheek voor de Nederlandse Letteren: woud008
- Gemeinsame Normdatei: 1057584681
- International Standard Name Identifier: 0000 0003 9290 3604
- Library of Congress Control Number: no2013003079
- Nederlandse Thesaurus van Auteursnamen: 070143870
- Virtual International Authority File: 287082130
- WorldCat: E39PBJth98yTFKcgV6BYJh3xXd